# Menetou-Couture
Menetou-Couture – miejscowość i gmina we Francji, w Regionie Centralnym, w departamencie Cher.
Według danych na rok 1990 gminę zamieszkiwało 356 osób, a gęstość zaludnienia wynosiła 12 osób/km² (wśród 1842 gmin Regionu Centralnego Menetou-Couture plasuje się na 792. miejscu pod względem liczby ludności, natomiast pod względem powierzchni na miejscu 347.).